# Truly: The Love Songs
Truly: The Love Songs är ett samlingsalbum av Lionel Richie från 1997.

## Låtlista
Alla låtar skrivna av Lionel Richie, om ej annat anges:
1. "Hello"
2. "Penny Lover"
3. "Three Times a Lady" - The Commodores
4. "Just to Be Close to You" - The Commodores
5. "Still" - The Commodores
6. "Sail On" - The Commodores
7. "Easy" - The Commodores
8. "Endless Love" - Lionel Richie & Diana Ross
9. "Truly"
10. "Love Will Conquer All"
11. "Say You, Say Me"
12. "Do It to Me"
13. "Sweet Love" - The Commodores
14. "Stuck on You"

## Internationell version
1. "My Destiny"
2. "Endless Love"  - Lionel Richie & Diana Ross
3. "Three Times a Lady" - the Commodores
4. "Don't Wanna Lose You"
5. "Hello"
6. "Sail On" - The Commodores
7. "Easy" - The Commodores
8. "Say You, Say Me"
9. "Do It to Me"
10. "Penny Lover"
11. "Truly"
12. "Still" - The Commodores
13. "Love Will Conquer All"
14. "Sweet Love" - The Commodores
15. "Ballerina Girl"
16. "Still in Love"
17. "Oh No" - The Commodores
18. "Just to Be Close to You" - The Commodores
19. "Stuck on You"